# Батакское письмо
Батакское письмо (surat batak) — письменность, используемая для записи батакских языков на севере индонезийского острова Суматра. Батакское письмо, как и большинство алфавитов юго-восточной Азии, ведет свои корни от письменности брахми.
В большинстве батакских сообществ лишь священники и вожди могли использовать батакское письмо. Оно применялось главным образом в магических текстах и календарях. После прихода на батакские земли европейцев — немцев и голландцев — батакское письмо наряду с латиницей преподавалось в школах. На этом алфавите печатались учебные и религиозные материалы.
Тем не менее после Первой мировой войны европейцы прекратили печатать книги, написанные батакским письмом. В настоящее время эта письменность используется лишь в декоративных целях.

## Источники

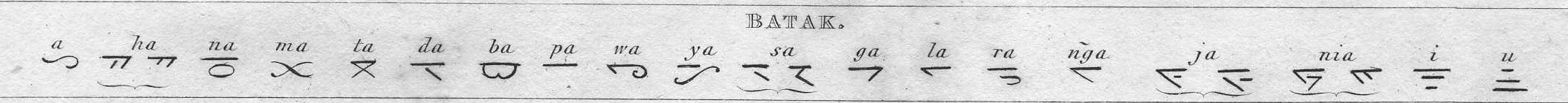
Батакское письмо